# Monadnock Building
Monadnock Building – zbudowany w Chicago w latach 1891–1893 protowieżowiec. Jest najwyższym budynkiem o konstrukcji murowanej, ma 16 kondygnacji, a jego wysokość wynosi 60 metrów. Jego projektantem był John Wellborn Root. Po ukończeniu był największym budynkiem biurowym na świecie.